# Money ID – A Identidade do Dinheiro
Money ID – A Identidade do Dinheiro é uma minissérie documental brasileira que estreou no History Channel em 8 de outubro de 2024. Dirigida por Steven Phil e produzida por Pietro Krauss, Tamires Serket e Pedro Paracampos, a série conta com a participação de Yuval Noah Harari, autor do best-seller Sapiens: Uma Breve História da Humanidade, e Muhammad Yunus, vencedor do Prêmio Nobel da Paz. A minissérie de quatro episódios explora a evolução do dinheiro, das primeiras moedas às criptomoedas, revelando seu impacto nas sociedades e sua adaptação ao mundo digital.